# Echo (mythologie)
Echo (Grieks: Ἠχώ) is een nimf uit de Griekse mythologie. Zij was een bergnimf (Oreade) van de berg Kithairon.

## Vloek
Echo had de gewoonte om onophoudelijk te praten. Zij leidde daarbij de godin Hera zodanig af, dat Hera's echtgenoot, Zeus, niet meer betrapt kon worden bij zijn talloze affaires met andere godinnen of stervelingen. Volgens enkele bronnen vervloekte Hera Echo daarom, zodat ze alleen nog maar in staat was om anderen na te praten. Dit is een aetiologische (d.w.z. oorzaakverklarende) verklaring voor het verschijnsel van de echo als akoestisch verschijnsel.

## Echo en Narcissus
Echo werd verliefd op Narcissus maar deze had enkel belangstelling voor de jacht. Bij hun eerste ontmoeting verstopte Echo zich en herhaalde de woorden van Narcissus. Toen Narcissus tegen de stem zei dat hij haar wilde vergezellen, sprong Echo met haar hart vol liefde tevoorschijn en herhaalde ook weer Narcissus' woorden. Toen hij Echo echter zag, verafschuwde hij haar meteen. Echo's hart brak ogenblikkelijk en ze verstopte zich in een grot, daar kwijnde ze weg van verdriet totdat alles verdwenen was. Alleen haar stem bleef over en die herhaalde alle laatste woorden. Haar stem is het liefst tussen de bergen, vandaar dat je daar een echo hebt.
Het verging Narcissus niet veel beter. De goden hadden hem na het breken van Echo's hart een vloek opgelegd. Narcissus zou nooit iemand meer liefhebben, op zijn eigen spiegelbeeld na. Toen hij in de heilige vijver ging, zag hij zijn spiegelbeeld en werd er meteen verliefd op. Als hij de weerspiegeling wilde vastnemen of kussen, verdween het personage echter weer. Dit trof Narcissus met groot verdriet, hij at en dronk niet meer zodat hij zijn spiegelbeeld zou kunnen blijven zien. Zo verging ook Narcissus volledig. Wat er hierna gebeurde verschilt tussen vele bronnen, maar de meest gebruikte gaat als volgt: de goden, vooral Aphrodite, kregen medelijden met Narcissus en toen hij bijna volledig verdwenen was, veranderden zij hem in een bloem zodat hij op de een of de andere manier toch nog voortleefde.

## Echo en Pan
Een derde versie vertelt dat Echo een groot zangeres en danseres was, die echter de liefde van alle mannen versmaadde. Dit maakte de god Pan woedend en hij gaf zijn volgers opdracht om haar te doden. Echo werd aan stukken gesneden en over de gehele aarde verspreid. De godin van de aarde, Gaia, ontving dat deel van Echo dat de laatste woorden van anderen herhaalde. In sommige versies van dit verhaal kregen Echo en Pan eerst een kind, Iambe.